# Landesgymnasium für Hochbegabte Schwäbisch Gmünd
Das Landesgymnasium für Hochbegabte (kurz: LGH) in Schwäbisch Gmünd ist eine staatliche Internatsschule zur Hochbegabtenförderung des Landes Baden-Württemberg mit angeschlossenem Kompetenzzentrum für Hochbegabtenförderung. Schulträger des Landesgymnasiums ist der Schulverband Landesgymnasium für Hochbegabte Schwäbisch Gmünd mit Sitz in Schwäbisch Gmünd, dem die Stadt Schwäbisch Gmünd und der Ostalbkreis angehören.

## Lage
Der Campus des Landesgymnasiums liegt im Universitätspark in der Oststadt von Schwäbisch Gmünd. Den Namen hat das ehemalige Kasernenareal durch das University of Maryland University College, das nach dem Abzug der US-Truppen aus der Bismarck-Kaserne die Kaserne von 1992 bis 2002 als Campus nutzte. Die Vergangenheit des Campus wird in einem Campusmuseum, welches von Lehrern und Schülern gepflegt wird, dokumentiert und zu gegebenen Anlässen ausgestellt.

## Konzeption
Die Schule und das zugehörige Internat haben im Schuljahr 2004/2005 mit den Klassenstufen 7 und 10 den Schulbetrieb aufgenommen. Insgesamt besuchen rund 270 Schüler das Landesgymnasium für Hochbegabte. Die maximale Klassenstärke beträgt 24 Schüler. Das LGH kann maximal 288 Schüler aufnehmen.
Die Schule folgt insgesamt einem angelsächsisch inspirierten Campusmodell, wie etwa auch das Sächsische Landesgymnasium Sankt Afra. Das Landesgymnasium für Hochbegabte Schwäbisch Gmünd ist nach dem Landesgymnasium Sankt Afra das zweite entsprechende Gymnasium der Hochbegabtenförderung in Deutschland.

### Leitbild
Das Landesgymnasium für Hochbegabte hat es sich in seinem Leitbild als oberstes Ziel gesetzt, hochbegabten jungen Menschen die positive Entfaltung ihrer Talente zu ermöglichen. Hierbei orientiert es sich an dem Leitspruch des Psychologen William Stern, der den Begriff des Intelligenzquotienten prägte:

„Intelligenz an sich ist ein Rüstzeug: Wertvoll wird sie erst durch die positiven Ziele, in deren Dienst sie verwandt wird.“

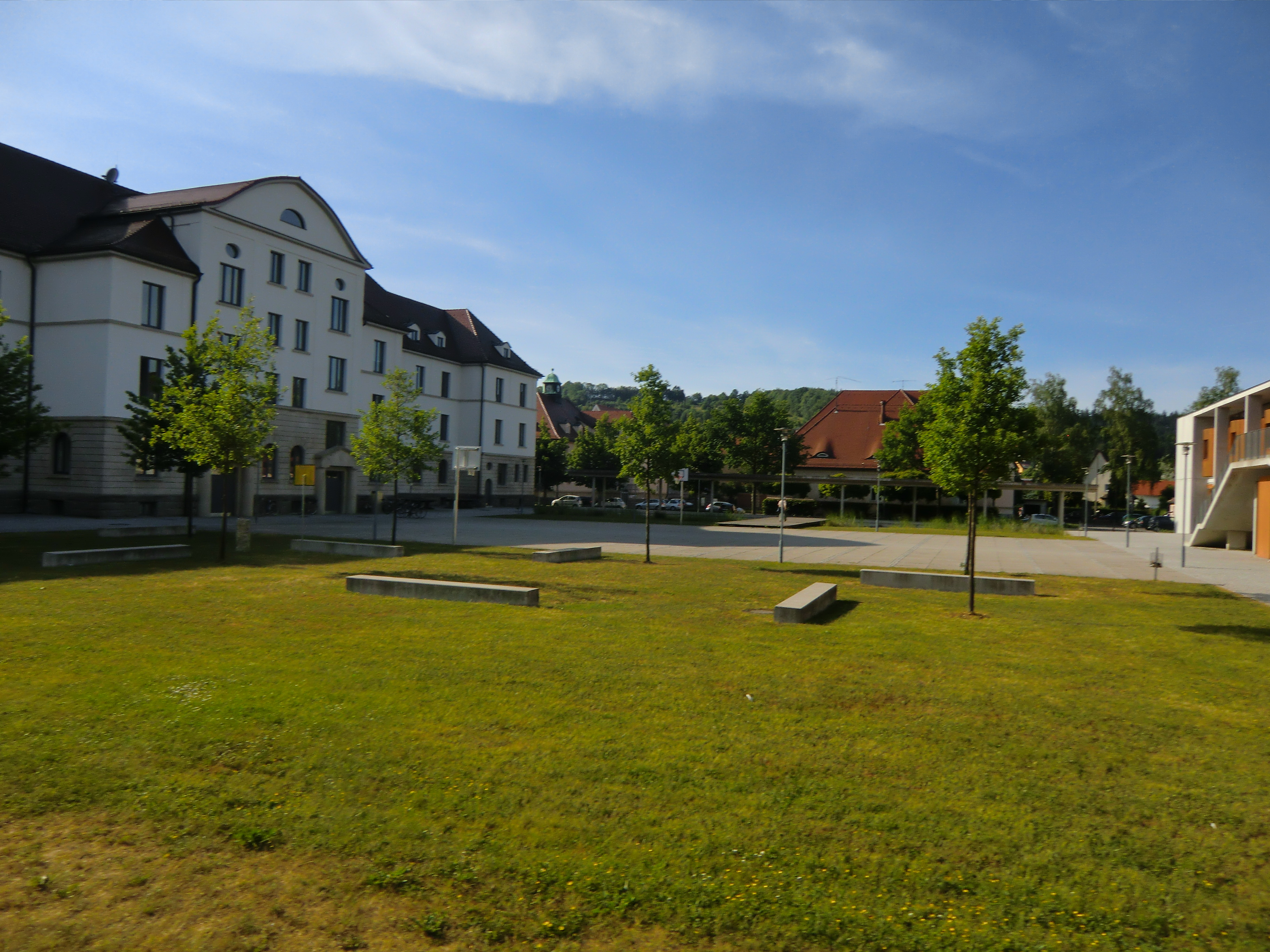
Das Schulgebäude

Mit diesem Leitspruch sollen sich die Schüler des Landesgymnasiums zu ihren Begabungen bekennen und sich dem daraus resultierenden Anspruch stellen, einen Beitrag zur Bildung einer Verantwortungselite zu leisten. Es soll nicht nur die intellektuelle Leistungsfähigkeit, sondern auch die ganzheitliche Persönlichkeitsentwicklung der Schüler gefördert werden. Aus diesem Grund werden neben dem normalen Schulunterricht, dem „Fundamentum“, auch Arbeitsgemeinschaften in Form so genannter Addita angeboten.

### Das Campusmodell
Schule und Internat bilden eine pädagogische Einheit. Der Besuch des Internats war bis Ende des Schuljahres 2007/08 verbindlich, die Internatspflicht wurde aber durch einen Ministerratsbeschluss aufgehoben. Seit dem Schuljahr 2008/09 werden in jede Klasse bis zu vier externe Schüler aufgenommen, die aber auch aktiv am Campusleben teilnehmen.

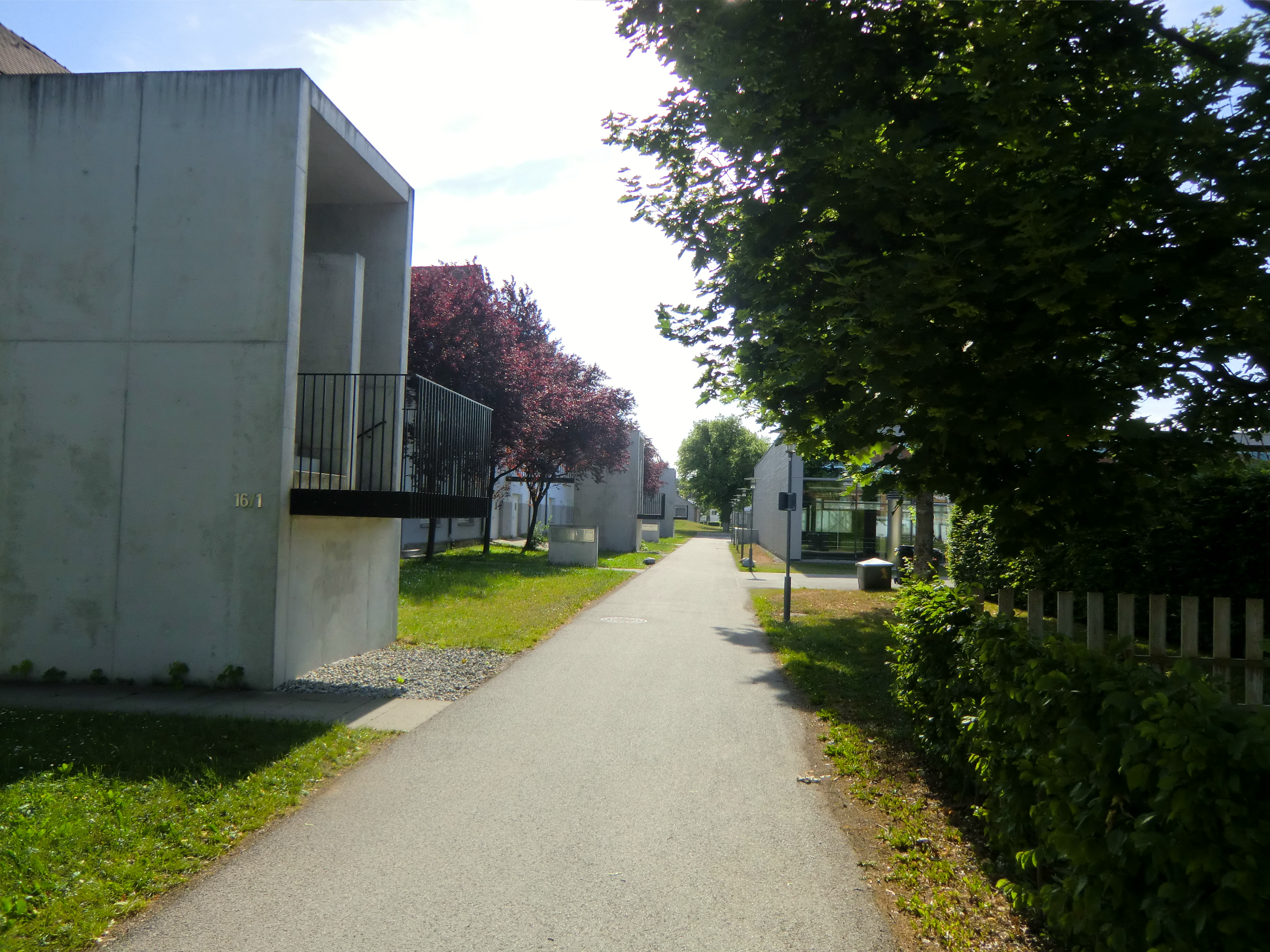
Die Lehrerwohnungen auf dem Campus

Für die Schüler erhalten die Strukturen der Selbstorganisation mit zunehmendem Alter mehr Gewicht. Je verantwortungsbewusster sie damit umgehen, desto größer sind die Freiräume, die ihnen in Schule und Internat eingeräumt werden. Damit bieten Schule und das Internat wichtige Lerngelegenheiten, demokratische Formen des Zusammenlebens und die Übernahme von Verantwortung zu leben.

### Die Schülermitverantwortung
Die SMV spielt am LGH eine verhältnismäßig große Rolle, da Schüler früh die Möglichkeit haben sollen, demokratische Prozesse mitzuerleben und mitzugestalten. Dies zeigt sich in den Gremien, die von schülerinternen Gremien wie dem Schülerrat bis zu verbindenden Gremien wie dem LGH-Rat reichen, der Schüler, Lehrer, Schul- und Internatleitung einschließt. Die enge Zusammenarbeit mit den Lehrern und Mentoren sowie die aktive Repräsentation durch Schüler- und Stufensprecher ermöglicht es den Schülern, sowohl regelmäßige Veranstaltungen als auch besondere Aktionen und Initiativen zu realisieren. Eine Besonderheit ist zudem, dass die Schüler- und Stufensprecher direkt von den Schülern gewählt werden.

### Aufnahmebedingungen
Aufnahmebedingungen für die Schule sind eine in drei Stufen getestete hohe Begabung und eine Bewerbung mit Motivationsschreiben des Kindes und der Eltern. Ein Intelligenztest bildet die Basis für weitere Tests und Beurteilungen. Außerdem ist eine hohe soziale Kompetenz gefordert. Diese wird bei den Bewerbern an sogenannten Projekttagen getestet, die die potentiellen Schüler im Internat verbringen und bei denen sie in Gruppen an verschiedenen Projekten zu arbeiten haben. Schüler, die die Aufnahmetests bestehen, werden zunächst in eine Probephase für ein Halbjahr aufgenommen, danach wird über den endgültigen Verbleib an der Schule entschieden. Wenn mehr Schüler die Aufnahmetests bestehen als Plätze zur Verfügung stehen, werden Schüler aus Baden-Württemberg bevorzugt.

### Unterricht
In den Klassen sieben bis zehn wird das Schuljahr in Trimester aufgeteilt. Für die Kursstufe schreibt das Schulgesetz jedoch Semester vor.
Der Unterricht wird in den Fremdsprachen und in Mathematik für die Klassen sieben bis zehn in Kursen erteilt, die nach dem Kenntnisstand der Schüler gestaffelt sind. Schüler, die in einem Fach Lücken haben oder der Klasse weit voraus sind, können Kurse wiederholen oder überspringen.
Wenn ein Schüler in einem Fach so gut ist, dass er auch im höchsten Kurs unterfordert ist, kann er mit dem Fachlehrer einen sogenannten Lernvertrag abschließen, das heißt, er wird von der regelmäßigen Unterrichtsteilnahme entbunden, aber verpflichtet sich dazu, sich die Inhalte des Unterrichts und darüber hinausgehenden Stoff selbstständig zu erarbeiten. Zudem beinhalten Lernverträge meist eigenständige Hausarbeiten. Ein Lernvertrag ist auch in allen anderen Fächern möglich. Eine weitere Möglichkeit für die Schüler besteht darin, neben dem Unterricht auch ein Frühstudium an einer der Partneruniversitäten des LGH zu absolvieren.
Insgesamt ist der Unterricht weniger kompakt als an üblichen Gymnasien organisiert, es sind deutlich mehr Hohlstunden vorgesehen. Das Unterrichtskonzept beruht insofern auf der Annahme, dass die Schüler sich selbstständig weiterbilden. Ergänzt wird das Kursangebot durch „Addita“ als über den normalen Schulbetrieb hinausgehende Aktivitäten. Ermöglicht wird dies dadurch, dass die einzelnen Kurse, bis zur Oberstufe, jeweils mit geringerer Stundenzahl als an gewöhnlichen Gymnasien durchlaufen werden.  Der Notendurchschnitt des Abiturjahrgangs 2007 betrug 1,5. Der Notenschnitt des Abiturjahrgangs 2020 betrug 1,6, wobei 12 Schüler einen Schnitt von 1,0 erreichen konnten. 2022 konnte der Abiturjahrgang mit einem Schnitt von 1,4 den bisher besten Abiturschnitt der Schulgeschichte erzielen, wobei 22 Schüler 1,0 erreichten.

#### Addita
Addita sind über den normalen Unterricht hinausgehende Aktivitäten, die einen wichtigen Bestandteil des Schulkonzepts am LGH darstellen. Daher müssen in Klasse sieben bis zehn drei Addita besucht werden. Die Addita sind in drei verschiedene Anforderungsgebiete unterteilt:
- Kognitive Addita, z. B. Staatsphilosophie, ChemTech (Chemie), Campusmuseum, NUGI+ (Biologie), iLab (Informatik), Antike Mythologie, SIGMA (Mathematik), Elementarteilchenphysik (Physik), Technology Student Association (Ingenieurwissenschaften), Unternehmerclub (Wirtschaft), Sprachen
- Musisch-künstlerisch-praktische Addita, z. B. Musical, Kunst, Chöre, Band, Orchester, Musikunterricht, Creative Writing
- Sportliche Addita: z. B. Basketball, Fußball, Tanzen, Klettern, Volleyball, Badminton, Turnen

Es gibt sowohl Addita, die von Lehrern geleitet werden, als auch Schüleraddita, bei denen Schüler die Leitung übernehmen und von einer Lehrkraft unterstützt werden.

#### Profile
Die Schüler, welche in der 7. Klasse in das LGH aufgenommen werden, müssen neben Englisch bereits eine Fremdsprache, wahlweise Französisch oder Latein, mindestens seit der 6. Klasse belegt haben. In der 8. Klasse müssen alle Schüler wahlweise Italienisch, Altgriechisch, Russisch, Französisch, Spanisch oder Latein als eine zusätzliche Fremdsprache belegen. In der 9. und 10. Klasse müssen die Schüler insgesamt drei Profilfächer belegen. Zusätzlich zu Englisch und der 2. Fremdsprache muss entweder eine 3. Fremdsprache oder Naturwissenschaft und Technik (NWT) belegt werden. Optional ist entweder die 3. Fremdsprache oder NWT durch ein Spitzenadditum ersetzbar. In diesem müssen besondere Leistungen wie Vorträge und Ausarbeitungen erbracht werden. Ein Spitzenadditum kann entweder eine weitere Fremdsprache sein, dies ist durch das Kurssystem möglich, oder ein gewöhnliches Additum. Durch das Kurssystem kann ein Schüler theoretisch, vom Stundenplan abhängig, bis zu 8 Fremdsprachen lernen.
Trotz der geringen Anzahl von Schülern in der Oberstufe stehen den Schülern eine große Auswahl von Leistungskursen zur Auswahl. So sind die Leistungskurse Englisch, Französisch, Spanisch, Latein, Geschichte, Gemeinschaftskunde, Wirtschaft, Physik, Chemie und Biologie wählbar. Bei hohem Interesse vonseiten der Schüler sind auch Leistungskurse in den Fächern Kunst, Musik und Sport möglich.

### Kosten
Das Landesgymnasium für Hochbegabte ist ein öffentliches Gymnasium, deshalb ist der Besuch kostenlos. Für die Unterbringung und Verpflegung im Internat fallen Kosten in Höhe von elf Raten von 670 Euro im Jahr an (Stand: Schuljahr 2025/26). Externe Schüler müssen eine Verpflegungspauschale in Höhe von 200 Euro zahlen. Zuschüsse werden nach den BAföG-Richtlinien gewährt.

### Internat
Die Schüler wohnen im Internat nach Geschlechtern getrennt in Mittelstufen-Wohngruppen und Oberstufen-Wohngruppen. Es gibt insgesamt drei Internatsgebäude, aktuell eines für die Oberstufen und je eines für die Mittelstufejungs und Mittelstufemädchen. Die Hausaufteilung kann aufgrund der Schülerzahlen variieren. Jede Wohngruppe wird von zwei oder drei Lehrkräften als Mentoren in der Mittelstufe und einem in der Oberstufe betreut. Eine Wohngruppe besteht aus fünf bis sechs Doppelzimmern, die sich einen Wohnraum mit Küchenzeile und ein Bad teilen. Den Lehrkräften am Landesgymnasium für Hochbegabte kommt dadurch eine pädagogische Doppelfunktion zu. Sie unterrichten zum einen ihre Fächer und beraten, begleiten und betreuen zum anderen die Schüler als Mentoren in Schule und Internat, weshalb die meisten Lehrkräfte direkt auf dem Campus in separaten Häusern wohnen. Diese Einheit von Erziehung und Unterricht hat ihr Vorbild im angelsächsischen Campus- und Collegemodell.

Zudem wird von jedem Schüler ein Gymnasialmentor gewählt. Diese Mentoren beraten und unterstützen die Schüler in ihrer Schul- und Lernlaufbahn. Mindestens dreimal im Schuljahr finden Gespräche zwischen Schülern, deren Eltern und dem Gymnasialmentor statt.

## Kompetenzzentrum für Hochbegabtenförderung
Das Kompetenzzentrum für Hochbegabtenförderung (kurz KH) ist eine Abteilung des Landesgymnasiums mit internen und externen Aufgaben. Es ist sowohl an der Auswahl und Beratung der Schüler beteiligt als auch an den Fortbildungsmaßnahmen und Erhebungen innerhalb der Schule. Außerdem stellt es eine landesweite Anlaufstelle zu Fragen zur Förderung von Hochbegabten dar.
Das KH ist zudem in Abstimmung mit der Schulleitung für die Fort- und Weiterbildung der Lehrkräfte des LGH zum Thema Hochbegabung verantwortlich. Weiter dient das Kompetenzzentrum als Testzentrum für verschiedene Universitätszulassungstests (ACT, TSA u. ä.).
Außerdem berät das KH die Schüler und Eltern des LGH in persönlichen und schulischen Angelegenheiten. Dazu gehört auch eine eventuelle psychologische Betreuung. Ebenfalls beschäftigt das LGH eine Schulsozialarbeiterin.

## Schülerforschungszentrum
Im Schuljahr 2007/2008 wurde das Schülerforschungszentrum im Gebäude 11 eingeweiht. Dieses ermöglicht es Schülern sowohl des LGH als auch anderer Schulen in Schwäbisch Gmünd, erste Forschungsarbeiten, zum Beispiel im gentechnischen S1-Labor, durchzuführen. An der Finanzierung beteiligten sich privatwirtschaftliche Unternehmen. Die verschiedenen Einrichtungen im Schülerforschungszentrum sind ChemTech (Chemie), NUGI+ (Biologie), iLab (Informatik), SIGMA (Mathematik) und Technology Student Association (TSA).

## Auszeichnungen und Wettkampfteilnahmen
Regelmäßig nehmen Schüler des LGH bei Wettbewerben wie Jugend forscht, Jugend musiziert, Debating, Landes- und Bundeswettbewerb Mathematik, Bundeswettbewerb Fremdsprachen oder der TSA teil. 2011 und 2012 etwa gehörten Teilnehmer des Landesgymnasiums zu den Gewinnern bei Jugend forscht. 2011 errang ein Schüler der Schule bei der International Junior Science Olympiade in Durban eine Goldmedaille.

## Ehemalige
Im Juli 2009 gründete sich der Alumniverein des Landesgymnasiums für Hochbegabte e. V. (kurz: LGH alumni e. V.). Seine Ziele sind Erfahrungsaustausch, praktische und ideelle Unterstützung der Schule sowie die Kontaktpflege.